# Blair Witch (jeu vidéo)
 (mars 2020).
Si vous disposez d'ouvrages ou d'articles de référence ou si vous connaissez des sites web de qualité traitant du thème abordé ici, merci de compléter l'article en donnant les références utiles à sa vérifiabilité et en les liant à la section « Notes et références ».
Blair Witch est un jeu vidéo d'horreur psychologique développé par Bloober Team basé sur la série de films d'horreur Blair Witch. Il a été publié par Lionsgate Games pour Microsoft Windows et Xbox One le 30 août 2019. Le jeu se déroule deux ans après les événements du film Le Projet Blair Witch de 1999, qui se déroule en 1994. Le jeu suit l'ancien officier de police Ellis Lynch alors qu'il se joint à la recherche d'un garçon disparu dans la forêt de Black Hills. 
Le jeu se concentre sur la mécanique d'horreur de survie et la furtivité et se joue du point de vue de la première personne, obligeant le joueur à utiliser des objets tels qu'un appareil photo, un téléphone portable, une lampe de poche ou le chien d'Ellis, Bullet, pour suivre la trace de Peter Shannon tout en repoussant les créatures ténébreuses. En cours de route, le joueur trouvera d'étranges poupées en bois, des photographies et des cassettes et sera également chargé de résoudre des énigmes. Comme dans le film, il intègre le sous-genre des images trouvées au gameplay et à l'histoire, souvent à l'aide de cassettes.